# Langlaufen op de Olympische Winterspelen 1952
Langlaufen is een van de sporten die beoefend werden tijdens de Olympische Winterspelen 1952 in Oslo.

## Heren

### 18 kilometer
| rang   | sporter(s)       | land | tijd    |
| ------ | ---------------- | ---- | ------- |
| Goud   | Hallgeir Brenden | NOR  | 1:01:34 |
| Zilver | Tapio Mäkelä     | FIN  | 1:02:09 |
| Brons  | Paavo Lonkila    | FIN  | 1:02:20 |
| 4      | Heikki Hasu      | FIN  | 1:02:24 |
| 5      | Nils Karlsson    | SWE  | 1:02:56 |
| 6      | Martin Stokken   | NOR  | 1:03:00 |
| 7      | Nils Täpp        | SWE  | 1:03:35 |
| 8      | Tauno Sipilä     | FIN  | 1:03:40 |

### 50 kilometer
| rang   | sporter(s)       | land | tijd    |
| ------ | ---------------- | ---- | ------- |
| Goud   | Veikko Hakulinen | FIN  | 3:33:33 |
| Zilver | Eero Kolehmainen | FIN  | 3:38:11 |
| Brons  | Magnar Estenstad | NOR  | 3:38:28 |
| 4      | Olav Økern       | NOR  | 3:38:45 |
| 5      | Kalevi Mononen   | FIN  | 3:39:21 |
| 6      | Nils Karlsson    | SWE  | 3:39:30 |
| 7      | Edvin Landsem    | NOR  | 3:40:43 |
| 8      | Harald Maartmann | NOR  | 3:43:43 |

### 4 x 10 kilometer Estafette
| rang   | sporter(s)                                                            | land | tijd    |
| ------ | --------------------------------------------------------------------- | ---- | ------- |
| Goud   | Heikki Hasu Paavo Lonkila Urpo Korhonen Tapio Mäkelä                  | FIN  | 2:20:16 |
| Zilver | Magnar Estenstad Mikal Kirkholt Martin Stokken Hallgeir Brenden       | NOR  | 2:23:13 |
| Brons  | Nils Täpp Sigurd Andersson Enar Josefsson Martin Lundström            | SWE  | 2:24:13 |
| 4      | Gérard Pérrier Benoît Carrara Jean Mermet René Mandrillon             | FRA  | 2:31:11 |
| 5      | Hans Eder Friedrich Krischan Karl Rafreider Josef Schneeberger        | AUT  | 2:34:36 |
| 6      | Arrigo Delladio Nino Anderlini Federico De Florian Vincenzo Perruchon | ITA  | 2:35:33 |
| 7      | Hubert Egger Albert Mohr Heinz Hauser Rudi Kopp                       | GER  | 2:36:37 |
| 8      | Vladimír Šimůnek Štefan Kovalčík Vlastimil Melich Jaroslav Cardal     | TCH  | 2:37:12 |

## Dames

### 10 kilometer
| rang   | sporter(s)                 | land | tijd  |
| ------ | -------------------------- | ---- | ----- |
| Goud   | Lydia Wideman              | FIN  | 41:40 |
| Zilver | Mirja Hietamies            | FIN  | 42:39 |
| Brons  | Siiri Rantanen             | FIN  | 42:50 |
| 4      | Marta Norberg              | SWE  | 42:53 |
| 5      | Sirkka Polkunen            | FIN  | 43:07 |
| 6      | Rakel Wahl                 | NOR  | 44:54 |
| 7      | Marit Øiseth               | NOR  | 45:04 |
| 8      | Margit Albrechtsson-Asberg | SWE  | 45:05 |

## Medaillespiegel
| rang | land      | goud | zilver | brons | totaal |
| ---- | --------- | ---- | ------ | ----- | ------ |
| 1    | Finland   | 3    | 3      | 2     | 8      |
| 2    | Noorwegen | 1    | 1      | 1     | 3      |
| 3    | Zweden    | 0    | 0      | 1     | 1      |
|      |           | 4    | 4      | 4     | 12     |